# Rune Kristensen
Rune Kristensen (født 7. april 1982 i Søllested) er borgmesterkandidat for Det Konservative Folkeparti i Næstved Kommune.
Han er gruppeformand for den konservative byrådsgruppe, formand for Klima-, Miljø- og Friluftsturismeudvalget og medlem af Økonomiudvalget, samt Kultur- og Idrætsudvalget. 

## Erhvervskarriere og politisk karriere
Rune Kristensen er cand.scient.pol. fra Københavns Universitet og er bachelor i statskundskab fra Syddansk Universitet. Erhvervsmæssigt er han ansat som chefkommunikationskonsulent i Group Public Affairs i Danske Bank .
Rune Kristensen var fra 18. marts 2007 til 10. marts 2010 landsformand for Konservativ Ungdom  og var KU-landsformand nr. 50 . Han har siddet i ledelsen for Konservativ Ungdoms Landsorganisation fra 2003 til 2010; først i landsstyrelsen og senere i forretningsudvalget. Han var i perioden 2005-2007 næstformand for landsorganisationen. Han har været medlem af KU siden 1999, hvor han sammen med nogle kammerater genopbyggede Vestlollands KU. Som landsformand stod han i spidsen for tre valgkampe, og fik gennemført købet af det nuværende hovedkontor på Allégade, samt omfattende renoveringer af KU's sommerhus Guldberghus. I 2007 modtog SFU og KU Træskoprisen, det var mens Rune Kristensen var formand .
Fra 27. februar 2010 var Rune Kristensen konservativ folketingskandidat for Det Konservative Folkeparti i Guldborgsundkredsen. Rune Kristensen fik ved folketingsvalget den 15. september 2011 991 personlige stemmer. I oktober 2012 blev Rune Kristensen desuden valgt som konservativ folketingskandidat i Slagelsekredsen, hvilket gjorde, at han som den første i partiets historie blev opstillet i flere kredse samtidigt. Ved folketingsvalget den 18. juni 2015 fik Rune Kristensen 567 personlige stemmer. Den 5. november 2015 meddelte Rune Kristensen, at han stopper som folketingskandidat og tager en pause fra politik for at fokusere på sin erhvervskarriere . Rune Kristensen lavede et comeback til politik, da han den 24. august 2020 blev valgt som spidskandidat for Det Konservative Folkeparti i Næstved Kommune . Ved folketingsvalget den 1. november 2022 stillede Rune Kristensen op til Folketinget for tredje gang og fik 1.673 personlige stemmer, og blev andensuppleant i Sjællands Storkreds.
Rune Kristensen har tidligere arbejdet med interessevaretagelse og politisk kommunikation som seniorrådgiver hos Policy Group . Rune Kristensen er tillige forhenværende PR-rådgiver hos kommunikationsbureauet Integral, politisk assistent for Naser Khader, presseansvarlig for et integrationsprojekt i Vollsmose og ansat i den konservative pressetjeneste på Christiansborg. 
Rune Kristensen har i en årrække været kommentator og meningsdanner i de danske medier. Han var blandt andet fast blogger på Jyllands-Posten fra april 2012 til juli 2016, og på TV2 fra november 2005 til december 2011.

## Publikationer
Rune Kristensen har bidraget til følgende publikationer:
- 2016: "Den liberalkonservative dunder", Tidsskriftet Replique, Munch & Lorenzen
- 2016: "Liberalkonservative tanker om ideologi, politik og Det Konservative Folkeparti anno 2016", Futurible – tidsskrift om samfundsforhold, Selskabet for Fremtidsforskning
- 2014: "Nutidens konservatisme", Tidsskriftet Replique, Munch & Lorenzen
- 2012: "Spillet om spillelovgivningen. Lobbyisme i praksis", Københavns Universitet
- 2010: "Deltakelse gir integration", Unge Høyres Landsforbund
- 2008: "EU – en verden til forskel", Skive Offset
- 2007: "Politisk Islam og Det Liberale Demokrati. Forskelle og ligheder – konflikt eller forsoning", Syddansk Universitet
- 2007: "Alternativer om Europas fremtid", Forlaget Notat
- 2007: "Manifest", Forlaget Bindslev